# Аланья-Вальсезія
Аланья-Вальсезія (італ. Alagna Valsesia, п'єм. Alagna) — муніципалітет в Італії, у регіоні П'ємонт, провінція Верчеллі.
Аланья-Вальсезія розташована на відстані близько 580 км на північний захід від Рима, 90 км на північ від Турина, 75 км на північний захід від Верчеллі.
Населення — 409 осіб (2014).
Покровитель — святий Іван Хреститель.

## Демографія
Населення за роками:

Станом на 1 січня 2023 року в муніципалітеті офіційно проживали 22 іноземці з 13 країн, серед них 10 громадян країн Євросоюзу та 2 громадяни України.

## Сусідні муніципалітети
- Грессоне-Ла-Триніте
- Макуньяга
- Рима-Сан-Джузеппе
- Рива-Вальдоббія
- Церматт